# Daren Queenan
Daren Queenan (Norristown, Pensilvania, 19 de octubre de 1966) es un exjugador de baloncesto profesional de nacionalidad estadounidense y pasaporte belga, cuya mayor parte de carrera deportiva transcurrió en clubes de ligas de primer nivel en Europa.

## Trayectoria deportiva
- 1988 USBL. Philadelphia Aces.
- 1988/89 CBA. Charleston Gunners
- 1989/90 CBA. Rapid City Thrillers.
- 1989/90 CBA. Albany Patroons.
- 1990/91 CBA. La Crosse Catbirds.
- 1991 WBL. Memphis Rockers.
- 1991/92 LNB. Gimnasia y Esgrima.
- 1992/99 BBC. Okapi Aalstar.
- 1999/00 HEBA. AE Apollon Patras.
- 2000/01 BBL. Brandt Hagen.
- 2001/02 ACB. Cáceres C.B.
- 2001/02 ACB. DKV Joventut.